# Hübner Tibor
Hübner Tibor (Budapest, 1897. április 5. – Budapest, 1964. szeptember 26.) magyar építész. Egy régi, székesfehérvári építészcsalád sarja. Nagyapja, Hübner Nándor Ybl Miklós barátja volt, a székesfehérvári Vörösmarty Színház épületének tervezője. Apja, Hübner Jenő (1863–1929) az eklektikus győri városháza alkotója.

## Munkássága
Hübner Jenő és Eisele Emília fiaként született. Korai építészeti tevékenysége a neobarokk kompozíciókon alapszik. Egyik legjelentősebb ilyen jellegű alkotása a Magyar Nemzeti Bank szombathelyi fiók székháza (1928-1929) a mai Savaria út mentén fekvő, a mellékutcához lesarkítással csatlakozó telken. A hivatali helyiségek az első emeleten vannak, a földszinten és a második emeleten négy lakás (ebből három négyszobás) épült. A neobarokk architektúra különös gondossággal megoldott részlete a középrizalit és a kapubejáró, továbbá a lépcsőház.
Építészeti megjelenésben a szombathelyi bankházhoz hasonló a Magyar Nemzeti Bank ceglédi fiókintézete (1927-1928), mely szintén saroktelken épült, egyoldali főhomlokzattal. A lakások és a hivatali helyiségek elrendezése az előbbihez hasonló.
Szerényebb építészeti külsővel, Z alakú alaprajzi megoldással tervezte a dombóvári reálgimnáziumot. A háromszintes középső tömbhöz az egyik végén az igazgatói lakás, a másikon a tornaterem csatlakozik. Az épületben tíz különféle méretű tanterem, rajzterem, szertárak és mellékhelyiségek helyezkednek el. Az épület díszítése eklektikus, neobarokk. A lakás és a tornaterem kissé szervetlenül illeszkednek az együtteshez.
Az 1930-as évek elején az új építészet követőihez csatlakozott.

Berczel Gabriella, Hübner Tibor felesége

Felesége Berczel Gabriella volt, Berczel Jenő kormányfőtanácsos és Havassy Jolán lánya, akivel 1931. június 6-án Budapesten kötött házasságot.

## Fontosabb építészeti munkái
- A Magyar Nemzeti Bank

– szombathelyi székháza (1929),
– ceglédi székháza,
– székesfehérvári székháza,
– veszprémi székháza,
– bajai székháza,
– gyöngyösi székháza,
– debreceni székháza (1933),
– érsekújvári (Nové Zámky) székháza.

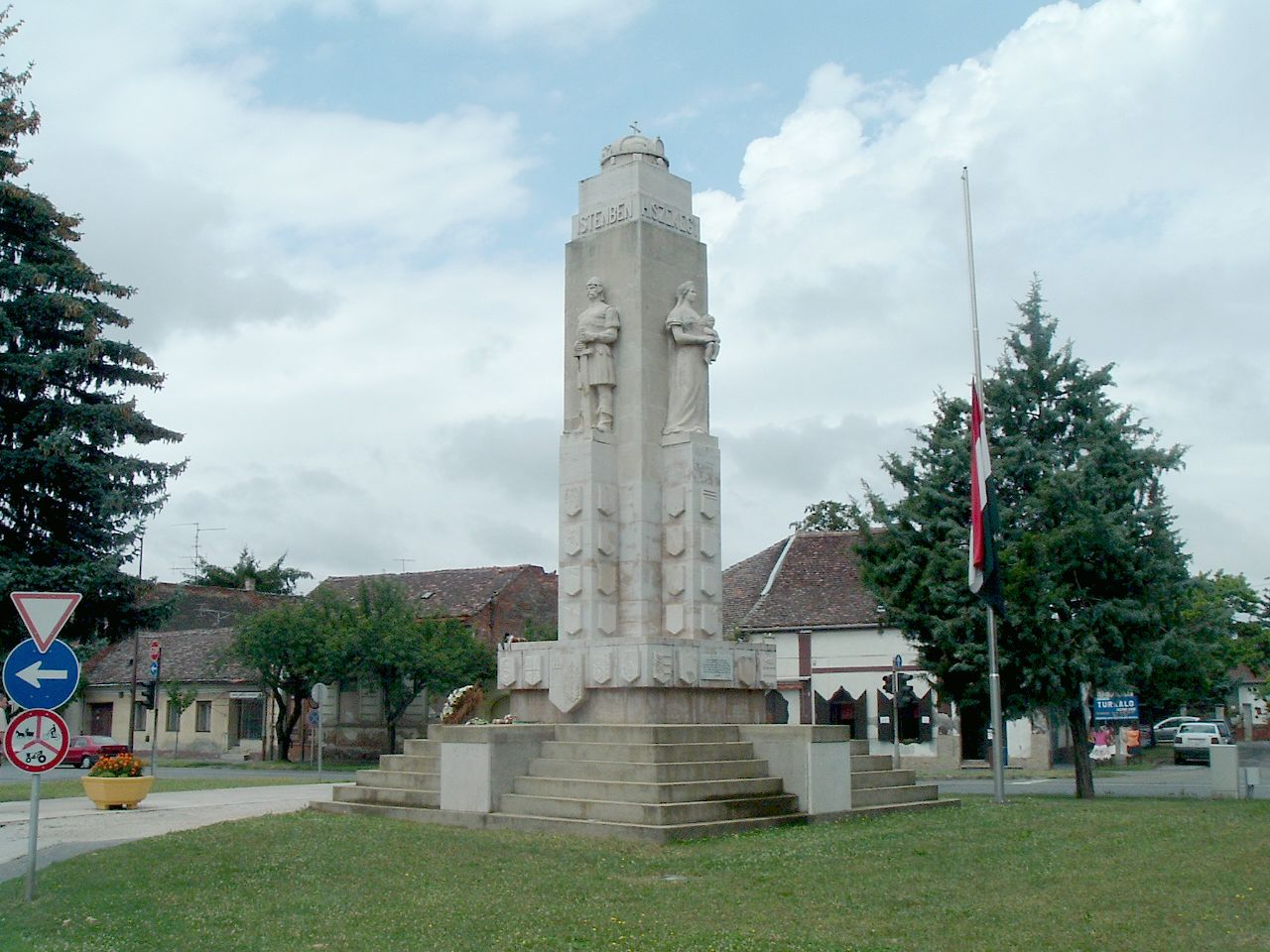
Nagy-Magyarország-emlékmű

- A Szabadság tér déli oldalának beépítésére 1930-ban hirdetett pályázaton az I. díjat kapta.
- A nagykanizsai Nagy-Magyarország-emlékmű (1934).
- A nagykanizsai Törvényház-Igazságügyi palota (1936).
- Szilágyi Erzsébet Gimnázium, Budapest (társtervező Weichinger Károly, 1936).
- A dombóvári reálgimnázium.
- A Madách tér kötött homlokzatú épületei közül a volt OTI bérháza (Janáky Istvánnal, 1940).
- A volt Székesfővárosi Segítőalap székháza.
- A volt MAC margitszigeti sporttelep (1941).
- A táborhegyi elemi iskola (1942).
- A Tétényi úti kórház, ma: Szent Imre Kórház (1947-1949).

## Lásd még
- Magyar építészet a 20. század első felében

## Külső hivatkozások
- Mészáros József: A nagykanizsai Nagy-Magyarország-emlékmű - Schless István emlékének